# Avenue de Saint-Just
La Avenue de Saint-Just est une voie de la ville de Marseille.

## Situation et accès
Cette avenue est située dans le 4e et 13e arrondissement de Marseille. Elle prolonge vers le nord l'avenue des Chartreux jusqu'au croisement entre la rue Alphonse-Daudet, le boulevard Perrin et le chemin de Ragusse. 